# Frederick O’Neal

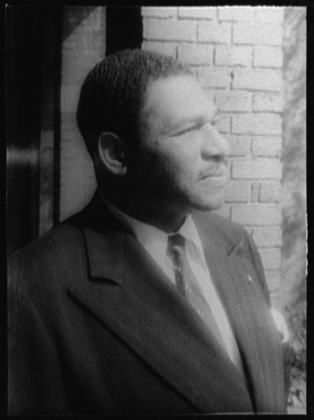
Frederick O’Neal, 1958

Frederick O’Neal (* 27. August 1905 in Brooksville, Mississippi; † 25. August 1992 in New York City, New York) war ein US-amerikanischer Schauspieler und Gewerkschafter.

## Leben
O’Neal wuchs als einer von sieben Geschwistern in Brooksville, Mississippi auf. Nach dem Tod seines Vaters 1919 zog seine Familie nach St. Louis, wo er 1927 sein Schauspieldebüt als Othello in einer von ihm mitorganisierten afroamerikanischen Theatergruppe hatte.
1936 zog er nach New York City, wo er Schauspielunterricht nahm. 1940 war er Mitbegründer des American Negro Theater, welches mit finanzieller Unterstützung der Rockefeller-Familie betrieben wurde, und wo spätere Stars wie Harry Belafonte und Sidney Poitier erste Auftritte absolvierten. Mit der Produktion von Anna Lucasta hatte er 1944 als Frank sein Debüt am Broadway und wurde im darauf folgenden Jahre bei den erstmals stattfindenden Clarence Derwent Awards als vielversprechendster Schauspieler ausgezeichnet. Weitere Auszeichnungen für seine Darstellung waren der New York Drama Critics’ Award und der Donaldson Award. Auch bei der Verfilmung von 1959 spielte er den Frank neben Eartha Kitt und Sammy Davis Jr. O’Neal hatte sein Spielfilmdebüt 1949 in Elia Kazans für drei Oscars nominierter Literaturverfilmung Pinky. 1957 spielte er an der Seite von Rock Hudson im Kriegsfilm Flammen über Afrika und 1961 war er neben Roger Moore und Angie Dickinson im Melodram Jenseits des Ruwenzori zu sehen. Gelegentlich war er auch in Fernsehrollen zu sehen; in der Krimiserie Wagen 54, bitte melden stellte er in 19 Folgen Officer Wally Wallace dar.
Ab Mitte der 1960er Jahre verschob sich sein Fokus auf die Gewerkschaftsarbeit. Er war 1964 bis 1973 Präsident der Actors’ Equity Association und wurde nach seinem Ausscheiden aus dem Amt zum Ehrenpräsident ernannt. 1970 wurde er zum Präsident der Associated Actors and Artistes gewählt, dieses Amt bekleidete er bis 1988. Seine Arbeit brachte ihn Anfang der 1970er Jahre auf die Liste der politischen Hauptgegner von US-Präsident Richard Nixon. O’Neal erhielt für sein Wirken mehrere Ehrenauszeichnungen, darunter einen Ehrendoktortitel der St. John’s University.

## Filmografie (Auswahl)

### Film
- 1949: Pinky
- 1950: Der Haß ist blind (No Way Out)
- 1951: Tarzan und die Dschungelgöttin (Tarzan’s Peril)
- 1957: Flammen über Afrika (Something of Value)
- 1958: Anna Lucasta
- 1959: Spring über deinen Schatten (Take a Giant Step)
- 1961: Jenseits des Ruwenzori (The Sins of Rachel Cade)
- 1970: Wenn es Nacht wird in Manhattan (Cotton Comes to Harlem)

### Fernsehen
- 1961: Route 66
- 1961–1962: Wagen 54, bitte melden (Car 54, Where Are You?)
- 1967: Tarzan

## Broadway
- 1944–1946: Anna Lucasta
- 1953: Take a Giant Step
- 1954: The Winner
- 1954–1955: House of Flowers

## Auszeichnungen
- 1945: Clarence Derwent Award für Anna Lucasta